# Луций Флавий Фимбрия
Луций Фла́вий Фи́мбрия (лат. Lucius Flavius Fimbria; умер после 71 года) — римский государственный и политический деятель, консул-суффект 71 года.

## Биография
Предком Фимбрии был, по всей видимости, консул 104 года до н. э. Гай Флавий Фимбрия; таким образом, его семья вела корни ещё со времён Республики.
Вероятно, происхождение Фимбрии и сыграло роль в назначении его консулом-суффектом в 71 году, в правление императора Веспасиана. Его коллегой по должности стал Гай Атилий Барбар. Надпись из Неаполя и недавно обнаруженный военный диплом уточняют, что они вступили в должность 20 или 30 июля.
Более о Луцие Флавии ничего не известно.